# Língua naro
O naro é uma das línguas coissãs, do sub-grupo central, tshu khwe, falada no distrito de “Ghanzi” em Botsuana e também no leste da Namíbia, onde é chama de “nharo”.

## Outros nomes
Nharo, Nharon, Nhauru, Nhaurun, ||Aikwe, |Aikwe, ||Ai||en, ||Aisan, ||Ai||e

## Falantes
Os falantes eram habitantes das savanas e florestas esparsas. Hoje há agricultores, são cristãos, muitos trabalham em ranchos de criação de gado, as mulheres são babás ou cozinheiras.
Índice de alfabetização em segundo idioma:
- de 15 a 29 anos – 70% em tsuana, 15% em inglês;
- de 30 a 54 anos - 10% em tsuana, 2% em inglês
- mais de 55 anos – 2% em tsuana

Os falantes da língua naro são cerca de 10 mil em Botsuana (Cook –2004) e 4 mil na Namíbia (Maho – 1998), sendo a mais falada do grupo tshu-khwe. No distrito de Ghanzi é língua de intermediação entre diferentes grupos coissã, havendo já um dicionário e uma gramática publicados da mesma.
No distrito Ghanzi é falada em Bere, Dekar, East Hanahai, West Hanahai, Kuke, New Kanagas, Tshobokwane, Makunda, Grootelaagte, Karakobis, Kanagas, vilas de Charles
Hill.
Um projeto para descrever, desenvolver o entendimento e aumentar o índice de alfabetização em naro foi iniciado em 1980 pela Igreja Cristã Reformada de “D’kar”. Visa que os falantes de naro possam escrever e ler sua língua. Hoje a Bíblia escrita em naro está 70% completa.

## Projeto língua Naro
O Projeto língua Naro é uma iniciativa realizada pela Igreja Reformada em Dekar que visa descrever e desenvolver uma compreensão da língua Naro, aumentar a alfabetização ensinando os Naro a ler e escrever sua língua e traduzir a Bíblia para Naro. O projeto foi iniciado na década de 1980..

## Escrita
A língua Naro usa o alfabeto latino sem as letras J, V. Usam-se também 27 formas entre letras com diacríticos e grupos de consoantes

## Dialetos
- ǀAmkwe
- ǀAnekwe
- Gǃinkwe
- ǃGingkwe
- Gǃokwe
- Qabekhoe ou Qabekho ou ǃKabbakwe
- Tsʼaokhoe ou Tsaukwe ou Tsaokhwe
- Tserekwe
- Tsorokwe
- Nǀhai-ntseʼe ou Nǁhai ou Tsʼao

## Fonologia
Naro possui o seguinte inventário consonantal, no IPA de Miller (2011) e a ortografia de Visser (2001): 
|                   | Labial  | Dental    | Alveolar | Alveolar  | Alveolar  | Lateral   | Palatal    | Velar     | Glotal |
| Oclusiva          | Labial  | Dental    | Africado | Alveolar  |           | Lateral   | Palatal    | Velar     | Glotal |
| ----------------- | ------- | --------- | -------- | --------- | --------- | --------- | ---------- | --------- | ------ |
| Aspirado          | ph /pʰ/ | ch /ǀʰ/   | th /tʰ/  | tsh /tsʰ/ | qh /ǃʰ/   | xh /ǁʰ/   | tch /ǂʰ/   | kh /kʰ/   |        |
| Tenuis            | p /p/   | c /ǀ/     | t /t/    | ts /ts/   | q /ǃ/     | x /ǁ/     | tc /ǂ/     | k /k/     |        |
| Sonoro            | b /b/   | dc /ᶢǀ/   | d /d/    | z /dz/    | dq /ᶢǃ/   | dx /ᶢǁ/   | dtc /ᶢǂ/   | gh /ɡ/    |        |
| Nasal             | m /m/   | nc /ᵑǀ/   | n /n/    |           | nq /ᵑǃ/   | nx /ᵑǁ/   | ntc /ᵑǂ/   |           |        |
| Glotalizado       |         | c’ /ᵑǀˀ/  |          |           | q’ /ᵑǃˀ/  | x’ /ᵑǁˀ/  | tc’ /ᵑǂˀ/  |           |        |
| Fricativo fricado |         | cg /ǀχ/   | tg /tχ/  | tsg /tsχ/ | qg /ǃχ/   | xg /ǁχ/   | tcg /ǂχ/   | (kg /kχ/) |        |
| Fricativo ejetivo |         | cg’ /ǀχ’/ |          | ts’ /ts’/ | qg’ /ǃχ’/ | xg’ /ǁχ’/ | tcg’ /ǂχ’/ | kg’ /kχ’/ |        |
| Fricativo         | f /f/   |           | s /s/    | s /s/     | s /s/     |           |            | g /x/     | h /h/  |
| Vibrante          |         |           | r /ɾ/    | r /ɾ/     | r /ɾ/     |           |            |           |        |

Kg e kg’ só contrastam para alguns dos falantes: kx’ám "boca" vs. k’áù "macho". O vibrante r  só é encontrado medialmente, exceto em palavras emprestadas de outras línguas. O l é encontrado apenas em empréstimos e é geralmente substituído por  / ɾ / medialmente e  / n / inicialmente. O  [j] do Medial e o  [w] podem ser  / i / e  / u /; elas ocorrem inicialmente apenas em  wèé  "all, both" e em "yèè" (uma interjeição).
Naro tem cinco qualidades vocálicas, AEIOU, que podem ocorrer por curta ou longas (aa ee ii oo uu), nasalizadas (ã ẽ ĩ õ ũ), faringealizadas (a,  e ,  i ,  o ,  u ), ou combinações dessas ( ã  etc). Existem três tons, cujas indicações gráficas são á, a, à. As sílabas são da forma máxima CVV, onde VV é uma vogal longa, ditongo ou combinação de vogais e '’m’' e pode levar dois tons:  hḿm̀ "para ver";  hm̀m̀ a xám̀ "cheirar". A única consoante em que podem ocorrer tons é "m", exceto que as vogais nasais longas, como "ãã", podem aparecer como [aŋ] ([ŋ] não ocorre de outra forma). Silabico / n / também ocorre, como em nna.
Abaixo está uma visão geral dos cliques Naro em ortografia e IPA (Visser 2001). O clique dental é representado por c, o clique por q, o palatal por tc ' e o latera] por x. Todos os exemplos são de Visser (2001).
| Ortografia | IPA  | Exemplo         | Ortografia | IPA  | Exemplo                     | Ortografia | IPA  | Exemplo                 | Ortografia | IPA  | Exemplo                |
| ---------- | ---- | --------------- | ---------- | ---- | --------------------------- | ---------- | ---- | ----------------------- | ---------- | ---- | ---------------------- |
| cg         | ǀχ   | cgàa 'carne'    | qg         | ǃχ   | qgóé 'correr run'           | tcg        | ǂχ   | tcgáí 'olho'            | xg         | ǁχ   | xgóà 'raivoso'         |
| cg '       | ǀχ ' | cg'õè 'nome'    | qg '       | ǃχ ' | qg'áó 'pescoço'             | tcg '      | ǂχ ' | tcg'áì 'agudo, picante' | xg '       | ǁχ ' | xg'ari ‘ apertar'      |
| ch         | ǀʰ   | cóá 'criança'   | qh         | ǃʰ   | qhòò 'pessoas, tribo, tipo' | tch        | ǂʰ   | tchàà 'largo'           | xh         | ǁʰ   | xhãya 'Oeste, Namíbia' |
| c '        | ǀ̃ˀ   | c'áò 'sangue'   | q '        | ǃ̃ˀ   | q'óà 'medo'                 | tc '       | ǂ̃ˀ   | tc'ubi 'ovo'            | x '        | ǁ̃ˀ   | x'áà 'luz'             |
| dc         | ǀ̬    | dcoàbà 'aranha' | dq         |      | dqàne 'queixo'              | dtc        | ǂ̬    | dtcìì 'gordo'           | dx         | ǁ̬    | dxàí 'bochecha'        |
| nc         | ǀ̃    | nco̱à 'vermelho' | nq         |      | nqàrè 'pé'                  | ntc        | ǂ̃    | ntcùú 'preto'           | nx         | ǁ̃    | nxào 'piada'           |

## Numerals
Abaixo estão os numerais da Naro, de Visser (2001). Apenas 'um', 'dois' e 'três' são números Naro nativos, enquanto o restante foi emprestado do Nama. A ortografia é dada primeiro, seguida pela IPA entre parênteses e depois os tons entre parênteses (H =  alta , M =  meio , L =  baixa ).
A numeração é de base cinco.
- 1. cúí [/úí] (HH)
- 2. cám̀ [/ám̀] (HL)
- 3. nqoana [!noana] (M.L)
- 4. hàka [hàka] (L.M)
- 5. koro [koro] (M.M)
- 6. nqáné [!náné] (H.H)
- 7. hõò [hõò] (HL)
- 8. kaisa [kaisa] (MM.L)
- 9. khòesí [khòesí] (LM.H)
- 10. dìsí [dìsí] (L.H)